# Iranada turcorum
Iranada turcorum är en fjärilsart som beskrevs av Hans Zerny 1915. Iranada turcorum ingår i släktet Iranada och familjen nattflyn. Inga underarter finns listade i Catalogue of Life.